# BBC News at Ten
『BBC News at Ten』（ビービーシー・ニュース・アット・テン、別称：『BBC Ten O'Clock News』または『Ten O'Clock News』）は、イギリス・英国放送協会（BBC）のテレビチャンネル・BBC OneとBBC News Channelの主力ニュース番組。平日版のプレゼンターは、ヒュー・エドワーズ (ジャーナリスト)、ソフィー・ラワース、リータ・チャクラバルティ、クライヴ・マイリーの4人で構成される。日曜日版は、ミシャル・フサインまたはクライヴ・マイリーのいずれかがプレゼンターを務める。番組は、2000年10月16日の21:00から物議を醸すように枠移動された。メインプレゼンターは、重大事件、選挙特別番組（2015年から）、BBCニュースのニュース速報の主なプレゼンターの役割を同時に担っている。
2015年2月から2019年まで、45分間の形式で、イギリス国内および国際ニュースに焦点を当てた30分枠（主に後者に重点を置いている）、全国のBBC地域局からのローカルニュースの12分枠、そして全国の天気予報で締めくくられた。『グラハム・ノートン・ショー』に対応するために、金曜日夜に短縮された35分間の形式を使用した。2019年2月4日、BBC Threeの青少年番組に焦点を当てた新しい時間枠に対応するために、短縮形式が毎晩採用された。2019年の総選挙期間中に再延長され、新型コロナウイルス感染症（COVID-19）の感染拡大の間に、45分間の形式に戻され、『ニュースナイト』はBBC Twoで22:45に移動した。
復活の最初の3か月間、『ITV News at Ten』の平均視聴者数は220万人だったが、同時期のBBCのニュース番組の視聴者数は平均480万人だった。

## 歴史
1970年9月14日から放送されていた『BBC Nine O'Clock News』に代わるものとして、2000年10月16日に開始された。その初代プレゼンターはマイケル・バークとピーター・シッソンズだった。22:00への移動は、ライバルの放送局・ITVの『News at Ten』の物議を醸す打ち切りへの応答だった。ITVは、2001年1月22日の22:00に20分間のニュース番組を復活させ、BBCとの直接の衝突を引き起こした。BBCの『Ten O'Clock News』は、最終的にはより人気のある番組になり、少なくとも週6日はBBC Oneのスケジュールで定着した。ITVのニュース番組はスケジュールが不十分だったために苦しみ、2004年2月2日に番組は22:30に移動した。2008年、ITVはBBCの主要な競争相手である『News at Ten』を復活させた。
バークとシッソンズは、プレゼンターのヒュー・エドワーズ (ジャーナリスト)とフィオナ・ブルースに道を譲るために、2003年1月19日に『BBC Ten O'Clock News』を去った。このプレゼンターの再編を記念して、2003年1月20日にエドワーズとブルースが引き継いだため、番組と残りのBBC Oneのニュース番組が新しいスタジオでリニューアルされた。
2006年2月5日以降、BBC News Channelで同時放送されている。BBC Oneのニュース番組に続いて、『BBC Ten O'Clock News Hour』の残りの部分の後に、スポーツニュースと『ペーパーズ（The Papers）』が続く。
2008年4月21日、残りのBBCニュースと共に、グラフィックの更新を行い、改装されたスタジオ（N6）に移動した。また、番組名を『BBC News at Ten』に変更した。
地域のニュースの後、BBCウェザーセンターからプレゼンターのトマシュ・シャーファーネーカー、ベン・リッチ (気象予報士)、フィリップ・エイブリーが天気予報を伝える。
『BBC News at Ten』は、2005年、2009年、2010年に王立テレビジョン協会のRTSテレビジョン・ジャーナリズム賞でニュース・プログラム・オブ・ザ・イヤーに選ばれた。
番組は、BBC News Channelやその他のBBC Oneのニュース番組と共に、ブロードキャスティングハウスに移動し、2013年3月18日に高解像度で放送を開始した。
2015年の総選挙に向けての5か月間のテストの後、2016年1月より、月曜日から木曜日まで45分間に恒久的に延長されることが発表された（金曜日版は、『グラハム・ノートン・ショー』に対応するために元の放送尺を維持している）。
16年間の役職を経て、2019年1月、ブルースは『クエスチョン・タイム (テレビ番組)』でデイビッド・ディンブルビーの後任となるため、金曜日に番組のメインプレゼンターを辞任した。ソフィー・ラワースとクライヴ・マイリーは金曜日にレギュラープレゼンターを務め、ブルースは時折代行プレゼンターとして出演する。
2019年2月4日、月曜日、火曜日、水曜日夜のBBC Three番組の新しい放送に対応するために、同年3月4日から35分間に短縮されることが発表された。この決定は、削減の結果であると信じている人々からの批判に直面した。BBCのスタッフはこれが事実であることを否定し、時間枠はBBC Threeのターゲット層を引き付けるのに役立つ可能性があり、BBC Twoの『ニュースナイト』とのスケジュールの重複も取り除くと主張した。
2020年3月16日、新型コロナウイルス感染症（COVID-19）の感染拡大に照らして、番組は『ニュースナイト』との競合を避けるために、追って通知があるまで45分間の放送に延長された。10時のニュースは30分間が全国枠となり、BBCの地域局からのニュースは15分間続く。

## スタジオ外での放送
メインスタジオからの放送だけでなく、メインプレゼンターは、主要なニュースが途切れた時にロケで放送局を行うように求められる。例えば、ヒュー・エドワーズは、2008年、2012年、2016年のアメリカ合衆国大統領選挙でワシントンD.C.から生中継でリポートし、2003年のイラク戦争では、イギリス軍の撤退式の模様をイラク・バスラから生放送で伝えた。彼はまた、ウェストミンスターやエディンバラからも定期的に放送を行っていた（スコットランド独立住民投票が行われていた際）。
2012年のロンドンオリンピックでは、プレゼンターはストラトフォードのオリンピック・パークを見下ろすBBCの仮設スタジオも利用した。ジョージ・アレガイアーは、2009年4月にラクイラ、2010年にハイチ、2011年にエジプト、2013年にタクロバンから伝えた。
2018年10月10日、ブロードキャスティングハウスでの技術的な問題により、ヒュー・エドワーズはBBCミルバンクスタジオで放送を行った。

## スタッフ

### 編集長
ポール・ロイヤルは、2013年7月から『BBC News at Ten』および『BBC News at Six』の編集長を務めている。ロイヤルは1997年にITVメリディアンからBBCに移籍し、BBCニュース24に勤めていた。その後、2004年1月に『BBCブレックファスト』の副編集長となり、マーク・グラネルが編集長に就任した。2009年5月、彼は『News at Ten』と『News at Six』の副編集長になった。彼は2013年7月22日に編集長になり、BBCワールドニュースの責任者になったジェームズ・スティーブンソンの後任になった。

## プレゼンター
平日版のプレゼンターは、ヒュー・エドワーズ (ジャーナリスト)、ソフィー・ラワース、リータ・チャクラバルティ、クライヴ・マイリーの4人で構成される。ソフィー、リータ、クライヴも代行プレゼンターとして出演している。ヒューとジェーン・ヒルは、バックアップの代行プレゼンターとして登場する。
* 土曜日の夜間ニュースは、日曜日版と同様に『BBC News at Ten』としてブランド化されていない。また、22:00に開始されなくなった。* 
日曜日版のプレゼンターは、ミシャル・フサインとクライヴ・マイリーが担当する。代行プレゼンターは、リータ・チャクラバルティが担当する。マルティーヌ・クロクソールとジェーン・ヒルは、バックアップの代行プレゼンターとして登場する。
*ミシャルとクライヴは日曜日の担当を共有している。クライヴは、『マスターマインド (イギリスのゲーム番組)』の新エピソードを撮影しているため、これらのニュース番組の多くを担当しなくなった。* 

### 元プレゼンター
プレゼンターになる前にポジションがなかった場合、このニュースリーダーは代行プレゼンターまたは臨時のゲストプレゼンターのいずれかだった。
- マイケル・バーク（英語版）（メインプレゼンター、2000年〜2003年）
- ピーター・シッソンズ（英語版）（メインプレゼンター、2000年〜2003年）
- ジョージ・アレガイアー（2000年〜2014年）
- ダレン・ジョーダン（英語版）（2004年〜2006年）
- ダーモット・マーナハン（英語版）（2005年〜2007年）
- ナターシャ・カプリンスキー（英語版）（2006年〜2007年）
- ジョン・ソペル（英語版）（2007年）
- エミリー・メイトリス（英語版）（2007年〜2013年）
- シアン・ウィリアムズ（英語版）（2008年〜2013年）
- サイモン・マッコイ（英語版）（2008年〜2021年）

## 日本での放送
日本では、NHK BS1の『ワールドニュース』で、現地の夏時間期間に限り、月〜金曜日の7時台（JST）で放送されている。